# Rick and Morty
Rick and Morty is een Amerikaanse komische sciencefiction animatieserie uit 2013, gecreëerd door Dan Harmon en Justin Roiland voor Adult Swim. Roiland verzorgde de stemmen van beide titelpersonages.
De serie volgt de bizarre avonturen van de wetenschapper Rick en zijn kleinzoon Morty. De serie werd een kijkcijfersucces en een tweede seizoen ging in 2015 van start. Op 2 april 2016 verscheen de reeks op Netflix in Nederland en België.
Op 10 mei 2018 heeft medebedenker Justin Roiland op Twitter en Instagram aangekondigd dat er nog 70 nieuwe afleveringen komen van de populaire serie Rick and Morty. Op 27 oktober 2018 ging de serie in première bij Comedy Central Vlaanderen.

## Ontwikkeling
Rick and Morty is gebaseerd op een reeks korte animatiefilms die Justin Roiland voor het filmfestival Channel 101 maakte genaamd The Real Animated Adventures of Doc and Mharti, een parodie op de filmtrilogie Back to the Future.

## Personages
- Rick Sanchez (Justin Roiland), een gestoorde professor; zowel een geniale als psychopathische wetenschapper die Morty meesleept om zijn interdimensionale zaken te regelen.
- Morty Smith (Justin Roiland), Ricks sullige 14-jarige kleinzoon die zijn grootvader assisteert tijdens zijn wilde avonturen.
- Jerry Smith (Chris Parnell), de vader van Morty en schoonzoon van Rick, onzeker en onsuccesvol met zowel zijn carrière als zijn huwelijk.
- Beth Smith (Sarah Chalke), de moeder van Morty en dochter van Rick, verricht hartchirurgie op paarden en is vele malen zelfverzekerder dan haar man.
- Summer Smith (Spencer Grammer), de oudere en gewonere zus van Morty.
- Birdperson/Phoenixperson (Dan Harmon) Birdperson is een half mens, half vogel figuur. Birdperson is Rick Sanchez' beste vriend. In de finaleaflevering van seizoen 2 "The Wedding Squanchers" werd hij neergeschoten door zijn vrouw Tammy die in het geheim een Galactische Federatie agente is. In de post-credit scene van "The Rickshank Rickdemption", aflevering 1 van seizoen 3, is Birdperson door de Galactische Federatie gerecupereerd onder de alias Phoenixperson.

## Afleveringen

### Overzicht
| Seizoen | Seizoen | Afleveringen | Uitgezonden       | Uitgezonden        |
| Seizoen | Seizoen | Afleveringen | Eerste aflevering | Laatste aflevering |
| ------- | ------- | ------------ | ----------------- | ------------------ |
|         | 1       | 11           | 2 december 2013   | 14 april 2014      |
|         | 2       | 10           | 26 juli 2015      | 4 oktober 2015     |
|         | 3       | 10           | 1 april 2017      | 1 oktober 2017     |
|         | 4       | 10           | 10 november 2019  | 31 mei 2020        |
|         | 5       | 10           | 20 juni 2021      | 5 september 2021   |
|         | 6       | 10           | 20 september 2022 | 11 december 2022   |
|         | 7       | 10           | 15 oktober 2023   | 17 december 2023   |
|         | 8       | 10           | 25 mei 2025       | 27 juli 2025       |

### Seizoen 1
| Nr. | Afl. | Titel                                  | Uitzenddatum     |
| --- | ---- | -------------------------------------- | ---------------- |
| 1   | 1    | "Pilot"                                | 2 december 2013  |
| 2   | 2    | "Lawnmower Dog"                        | 9 december 2013  |
| 3   | 3    | "Anatomy Park"                         | 16 december 2013 |
| 4   | 4    | "M. Night Shaym-Aliens!"               | 13 januari 2014  |
| 5   | 5    | "Meeseeks and Destroy"                 | 20 januari 2014  |
| 6   | 6    | "Rick Potion #9"                       | 27 januari 2014  |
| 7   | 7    | "Raising Gazorpazorp"                  | 10 maart 2014    |
| 8   | 8    | "Rixty Minutes"                        | 17 maart 2014    |
| 9   | 9    | "Something Ricked This Way Comes"      | 24 maart 2014    |
| 10  | 10   | "Close Rick-counters of the Rick Kind" | 7 april 2014     |
| 11  | 11   | "Ricksy Business"                      | 14 april 2014    |

### Seizoen 2
| Nr. | Afl. | Titel                                     | Uitzenddatum      |
| --- | ---- | ----------------------------------------- | ----------------- |
| 12  | 1    | "A Rickle in Time"                        | 26 juli 2015      |
| 13  | 2    | "Mortynight Run"                          | 2 augustus 2015   |
| 14  | 3    | "Auto Erotic Assimilation"                | 9 augustus 2015   |
| 15  | 4    | "Total Rickall"                           | 16 augustus 2015  |
| 16  | 5    | "Get Schwifty"                            | 23 augustus 2015  |
| 17  | 6    | "The Ricks Must Be Crazy"                 | 30 augustus 2015  |
| 18  | 7    | "Big Trouble in Little Sanchez"           | 13 september 2015 |
| 19  | 8    | "Interdimensional Cable 2: Tempting Fate" | 30 september 2015 |
| 20  | 9    | "Look Who's Purging Now"                  | 27 september 2015 |
| 21  | 10   | "The Wedding Squanchers"                  | 4 oktober 2015    |

### Seizoen 3
| Nr. | Afl. | Titel                                     | Uitzenddatum      |
| --- | ---- | ----------------------------------------- | ----------------- |
| 22  | 1    | "The Rickshank Rickdemption"              | 1 april 2017      |
| 23  | 2    | "Rickmancing the Stone"                   | 30 juli 2017      |
| 24  | 3    | "Pickle Rick"                             | 6 augustus 2017   |
| 25  | 4    | "Vindicators 3: The Return of Worldender" | 13 augustus 2017  |
| 26  | 5    | "The Whirly Dirly Conspiracy"             | 20 augustus 2017  |
| 27  | 6    | "Rest and Ricklaxation"                   | 27 augustus 2017  |
| 28  | 7    | "The Ricklantis Mixup"                    | 10 september 2017 |
| 29  | 8    | "Morty's Mind Blowers"                    | 17 september 2017 |
| 30  | 9    | "The ABC's of Beth"                       | 24 september 2017 |
| 31  | 10   | "The Rickchurian Mortydate"               | 1 oktober 2017    |

### Seizoen 4
| Nr. | Afl. | Titel                                       | Uitzenddatum     |
| --- | ---- | ------------------------------------------- | ---------------- |
| 32  | 1    | "Edge of Tomorty: Rick Die Rickpeat"        | 10 november 2019 |
| 33  | 2    | "The Old Man and the Seat"                  | 17 november 2019 |
| 34  | 3    | "One Crew over the Crewcoo's Morty"         | 24 november 2019 |
| 35  | 4    | "Claw and Hoarder: Special Ricktim's Morty" | 8 december 2019  |
| 36  | 5    | "Rattlestar Ricklactica"                    | 15 december 2019 |
| 37  | 6    | "Never Ricking Morty"                       | 3 mei 2020       |
| 38  | 7    | "Promortyus"                                | 10 mei 2020      |
| 39  | 8    | "The Vat of Acid Episode"                   | 17 mei 2020      |
| 40  | 9    | "Childrick of Mort"                         | 24 mei 2020      |
| 41  | 10   | "Star Mort Rickturn of the Jerri"           | 31 mei 2020      |

### Seizoen 5
| Nr. | Afl. | Titel                                         | Uitzenddatum     |
| --- | ---- | --------------------------------------------- | ---------------- |
| 42  | 1    | "Mort Dinner Rick Andre"                      | 20 juni 2021     |
| 43  | 2    | "Mortyplicity"                                | 27 juni 2021     |
| 44  | 3    | "A Rickconvenient Mort"                       | 4 juli 2021      |
| 45  | 4    | "Rickdependence Spray"                        | 11 juli 2021     |
| 46  | 5    | "Amortycan Grickfitti"                        | 18 juli 2021     |
| 47  | 6    | "Rick & Morty's Thanksploitation Spectacular" | 25 juli 2021     |
| 48  | 7    | "Gotron Jerrysis Rickvangelion"               | 1 augustus 2021  |
| 49  | 8    | "Rickternal Friendshine of the Spotless Mort" | 8 augustus 2021  |
| 50  | 9    | "Forgetting Sarick Mortshall"                 | 5 september 2021 |
| 51  | 10   | "Rickmurai Jack"                              | 5 september 2021 |

### Seizoen 6
| Nr. | Afl. | Titel                                      | Uitzenddatum      |
| --- | ---- | ------------------------------------------ | ----------------- |
| 52  | 1    | "Solaricks"                                | 4 september 2022  |
| 53  | 2    | "Rick: A Mort Well Lived"                  | 11 september 2022 |
| 54  | 3    | "Bethic Twinstinct"                        | 18 september 2022 |
| 55  | 4    | "Night Family"                             | 25 september 2022 |
| 56  | 5    | "Final DeSmithation"                       | 2 oktober 2022    |
| 57  | 6    | "Juricksic Mort"                           | 9 oktober 2022    |
| 58  | 7    | "Full Meta Jackrick"                       | 20 november 2022  |
| 59  | 8    | "Analyze Piss"                             | 27 november 2022  |
| 60  | 9    | "A Rick in King Mortur's Mort"             | 4 december 2022   |
| 61  | 10   | "Ricktional Mortpoon's Rickmas Mortcation" | 11 december 2022  |

### Seizoen 7
| Nr. | Afl. | Titel                                | Uitzenddatum     |
| --- | ---- | ------------------------------------ | ---------------- |
| 62  | 1    | "How Poopy Got His Poop Back"        | 15 oktober 2023  |
| 63  | 2    | "The Jerrick Trap"                   | 22 oktober 2023  |
| 64  | 3    | "Air Force Wong"                     | 29 oktober 2023  |
| 65  | 4    | "That's Amorte"                      | 5 november 2023  |
| 66  | 5    | "Unmortricken"                       | 12 november 2023 |
| 67  | 6    | "Rickfending Your Mort"              | 19 november 2023 |
| 68  | 7    | "Wet Kuat Amortican Summer"          | 26 november 2023 |
| 69  | 8    | "Rise of the Numbericons: The Movie" | 3 december 2023  |
| 70  | 9    | "Mort: Ragnarick"                    | 10 december 2023 |
| 71  | 10   | "Fear No Mort"                       | 17 december 2023 |

### Seizoen 8
| Nr. | Afl. | Titel                                     | Uitzenddatum |
| --- | ---- | ----------------------------------------- | ------------ |
| 72  | 1    | "Summer of All Fears"                     | 25 mei 2025  |
| 73  | 2    | "Valkyrick"                               | 1 juni 2025  |
| 74  | 3    | "The Rick, The Mort & The Ugly"           | 8 juni 2025  |
| 75  | 4    | "The Last Temptation of Jerry"            | 15 juni 2025 |
| 76  | 5    | "Cryo Mort a Rickver"                     | 22 juni 2025 |
| 77  | 6    | "The Curicksous Case of Bethjamin Button" | 29 juni 2025 |
| 78  | 7    | "Ricker than Fiction"                     | 6 juli 2025  |
| 79  | 8    | "Nomortland"                              | 13 juli 2025 |
| 80  | 9    | "Morty Daddy"                             | 20 juli 2025 |
| 81  | 10   | "Hot Rick"                                | 27 juli 2025 |

## Ontvangst
Rick and Morty is positief ontvangen bij zowel recensenten als het publiek. Op IMDb.com heeft de serie als beoordeling een 9,1 Dit geldt ook voor TV.com.
The A.V. Club gaf op basis van de eerste afleveringen een A- als eindbeoordeling.